# 波斯—葡萄牙戰爭

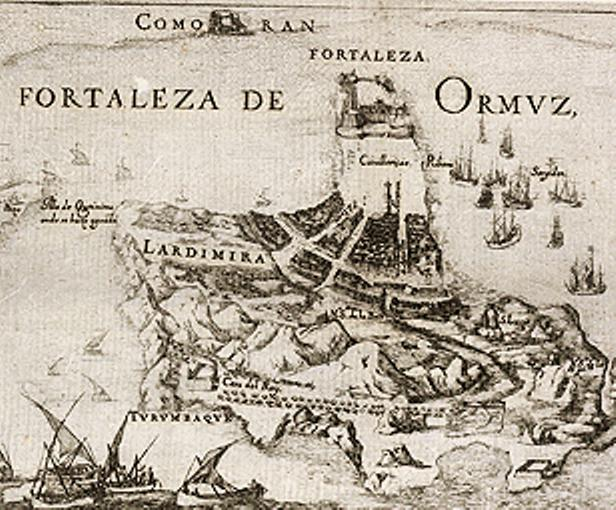
1622年，英波聯軍攻佔奧爾穆茲。

波斯-葡萄牙戰爭是1507年至1622年間葡萄牙帝國及其附庸國忽里模子與波斯薩非王朝和英格蘭王國之間的戰爭。在這段時期，葡萄牙已在忽里模子和巴林統治了約80年，並在格什姆島、阿巴斯港等島嶼和港口統治了多年。薩珊王朝的阿拔斯一世征服葡萄牙領地，迫使他們離開波斯灣，使戰爭結束。
葡萄牙海軍將領亞豐素雅布基在1507年9月在霍爾木茲登陸，葡萄牙在1515年至1622年間一直佔據著奧爾穆茲。作為葡萄牙附庸國的奧爾穆茲王國加入1521年入侵巴林的行動，結束了波斯灣群島賈布里德王朝的統治。
葡萄牙人多次試圖攻佔巴士拉不果，除了馬斯喀特之外，薩非王朝統治者阿拔斯一世在英格蘭的幫助下將葡萄牙人逐出波斯灣。後來，葡萄牙再次返回波斯灣對抗波斯人。

## 攻佔奧爾穆茲

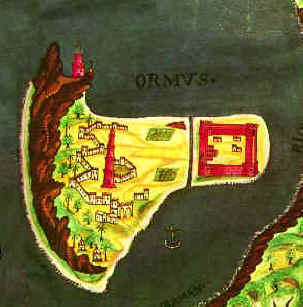
17世紀葡萄牙人制作的奧爾穆茲地圖。

葡萄牙國王曼努埃爾一世在1505年決意要切斷穆斯林在印度洋的貿易，計劃包括攻佔亞丁阻斷通過亞歷山大港的貿易、攻佔奧爾穆茲阻斷通過貝魯特的貿易及攻佔馬六甲控制對中國的貿易。1507年，一支由特里斯唐·達·庫尼亞（Tristão da Cunha）領導的艦隊攻佔穆斯林控制的索科特拉島以掌握進出紅海的門戶。艦隊的主力接著趕赴印度，剩下來的部分由阿爾布開克領導留守索科特拉島。
阿爾布開克罔顧命令攻佔奧爾穆茲，他向葡萄牙國王匯報當地統治者的投降，並得到准許僱用當地勞工建造城堡。他在1507年10月27日開始興建城堡，並計劃在該處駐軍，但是由於受到當地人的抵抗和葡萄牙軍官的叛逃而告吹。

## 攻佔巴林
巴林的賈布里德王朝原本是奧爾穆茲王國的附庸國，但賈布里德王朝統治者穆克林·伊本·扎米爾（Muqrin ibn Zamil）拒不向奧爾穆茲進貢，促使奧爾穆茲與葡萄牙軍官的安東尼奧·科雷亞聯手入侵巴林。在入侵巴林的行動裡，大部分的戰鬥由葡萄牙軍隊負責。葡萄牙人透過奧爾穆茲的統治者控制巴林，但信奉遜尼派的奧爾穆茲人並不受巴林什葉派人物的歡迎，造成了動亂。奧爾穆茲統治者處死巴林的顯赫家族成員，激使叛軍擊敗奧爾穆茲，使葡萄牙的統治在1602年終止。

## 收復失地
1602年，在阿拔斯一世的命令下，一支由軍官伊瑪目-古利汗（Imam-Quli Khan）領導的波斯軍隊將葡萄牙人驅逐出巴林。
葡萄牙帝國在1612年攻陷阿巴斯港，阿拔斯一世在兩年後重奪該港。1622年，阿拔斯一世在四艘英國船艦的幫助下攻佔奧爾穆茲。

## 註腳
1. ↑  Sassen 2002，第193頁
2. ↑  Cole 2002，第37-38頁
3. ↑  Logan 1887，第231頁
4. 1 2 3  Cambridge University Press 1990，第662頁
5. 1 2  Stephens 2000，第54頁
6. ↑  Diffie & Winius 1977，第472頁
7. ↑  Subrahmanyam 1998，第288頁
8. ↑  Larsen 1983，第69頁
9. ↑  Cole 1987，第177-203頁
10. ↑  Newman 2006，第61頁